# 미국의 코로나19 예방접종
미국의 코로나19 예방접종은 코로나19 범유행에 대응하기 위한 미국에서의 코로나19 예방접종 프로그램이다.

## 진행상황
2021년 5월 14일 기준 미국에서 예방접종을 받은 사람의 비율
Vaccines administered per pharmaceutical company as of May 14, 2021

## 같이 보기
- 미국의 코로나19 범유행
- 코로나19 백신